# Александър Комнин
Александър Комнин Асен (на латински: Alexander Komnenos Asen; † 26 септември 1371 при Марица) е син на деспот Иван Комнин († 1363) от първия му брак. Александър Комнин е племенник на цар Иван Александър и на царица Елена Българска. и най-вероятно е кръстен на чичо си. По бащина линия произхожда от българската династия Шишмановци.
Александър Комнин е след баща си от 1363 г. „севаст на Валона“ и „господар на Канина и Валона“. Наследява земите по адриатическото крайбрежие от баща си. Белград не е негово владение, тъй като е отнет от властта на баща му заради подкрепата за Симеон Синиша. Продължава да управлява част от апанажа наследен от баща му и да търгува с Венеция и Дубровник.
Най-вероятно намира смъртта си в Черноменската битка на Марица (26 септември 1371), защото от 1372 година владението преминава за управление от тъста му – Зетския владетел Балша II. 